# Disulfate

Die chemische Struktur des Disulfat-Anions

Disulfate (auch: Pyrosulfate) sind die Salze der Dischwefelsäure. Disulfate haben die allgemeine Formel MeI2S2O7. Disulfate haben eine dichromatähnliche Struktur, wobei Schwefel hier in einer Oxidationsstufe von +6 vorliegt.
Einige Pyrosulfate sind zum Beispiel:
- Natriumdisulfat
- Kaliumdisulfat

## Eigenschaften
Disulfate sind feuchtigkeitsempfindliche Salze, die mit Wasser im ersten Schritt zu stark sauren Hydrogensulfaten reagieren. Bei der weiteren Verdünnung bilden sich daraus Sulfate und Oxoniumionen.:
{\displaystyle \mathrm {S_{2}O_{7}\,_{(aq)}^{2-}+\ 3\ H_{2}O_{(l)}\ \longrightarrow \ 2\ HSO_{4}\,_{(aq)}^{-}+2\ H_{2}O_{(l)}\ \longrightarrow \ 2\ SO_{4}\,_{(aq)}^{2-}+2\ H_{3}O\,_{(l)}^{+}} }

## Herstellung
Disulfate werden durch Erhitzen von Hydrogensulfaten unter Wasserabspaltung hergestellt:
{\displaystyle \mathrm {2\ HSO_{4}^{-}\longrightarrow \ S_{2}O_{7}^{2-}\ +\ H_{2}O} }
Auch können Disulfate durch Reaktion von Schwefeltrioxid mit einem Sulfat hergestellt werden:
{\displaystyle \mathrm {SO_{4}^{2-}\ +\ SO_{3}\longrightarrow \ S_{2}O_{7}^{2-}} }
Durch zu hohe Temperatur können sich Disulfate in umgekehrter Reaktion wieder zersetzen:
{\displaystyle \mathrm {S_{2}O_{7}^{2-}\longrightarrow \ SO_{4}^{2-}\ +\ SO_{3}} }

## Verwendung
Disulfate haben Eigenschaften, die sie für besondere Aufgabenfelder nutzbar machen. Kaliumdisulfat wird zum Beispiel in der Synthese neuer Verbundionenleiter eingesetzt. Ebenfalls findet es Einsatz in der katalytischen Umwandlung von Diethylweinsäureester zu Brenztraubensäure.